# 접촉소천체

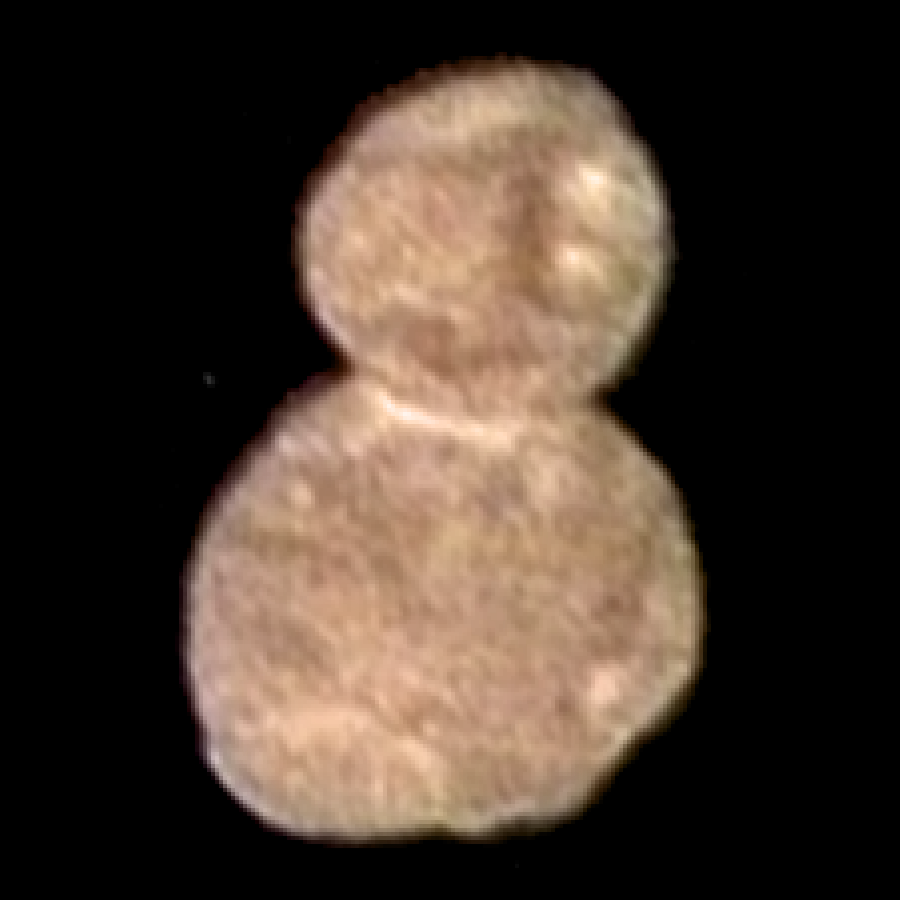
는 대표적인 접촉소천체이다.

접촉소천체(Contact binary)는 태양계 소천체(혜성이나 소행성체 따위)가 서로 중력에 의해 접촉하고 있는 두 부분으로 이루어진 것이다. 추류모프-게라시멘코 혜성은 접촉혜성으로 추정된다.
소행성체 가운데 카이퍼 벨트의 (486958) 2014 MU69가 뉴 허라이즌스 탐사에 의해 접촉소천체로 확정되었으며, 지구에서의 관측에 의해 접촉소천체일 가능성이 높은 것으로 보이는 소행성도 있다.

## 같이 보기
- 접촉쌍성
- 쌍행성
- 눈사람